# DJmax
DJMax (en coreano⁣: 디제이맥스, dijeimaegseu) es una saga de videojuegos de acción y ritmo creada por Neowiz MUCA. Los juegos de la saga presentan principalmente música experimental y arte visual de DJ, artistas y compositores coreanos. El conocido grupo experimental surcoreano ”Clazziquai Project” también ha compuesto canciones para la serie. También hay algunos compositores japoneses que han hecho canciones para el juego significativas a la serie.

## Historial de lanzamientos

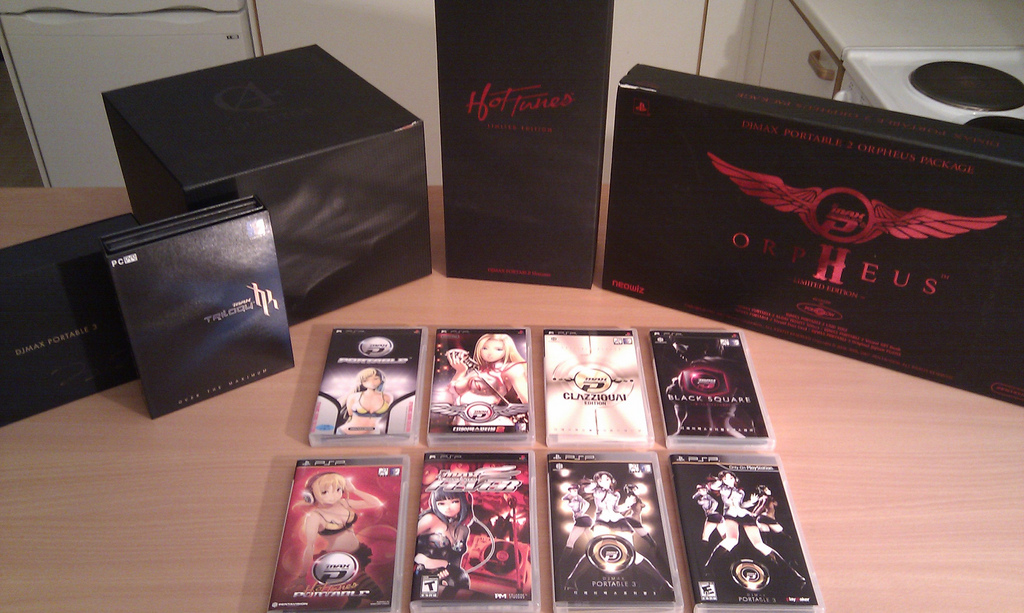
La serie de juegos DJMAX

El primer juego de la serie, DJMax Online, comenzó el 13 de junio de 2004 (prueba alfa cerrada) como un servicio web para el sistema operativo Windows. Solo era accesible desde Corea del sur, Japón y China. Desde entonces, Pentavision ha desarrollado y publicado siete juegos de DJMax, principalmente para PlayStation Portable (PSP), ⁣bajo el título de “DJMax Portable”. 

## Reglas y Jugabilidad del juego

Demostración del estilo de juego típico y la interfaz de los títulos de la serie DJMax.

## Juegos lanzados
| Title                                | Release date             | Platform                           | Released regions                     |
| ------------------------------------ | ------------------------ | ---------------------------------- | ------------------------------------ |
| DJMax Online                         | 13 de junio de 2004      | Windows                            | Corea del norte, Japón y China       |
| DJMax Portable                       | 14 de enero de 2006      | PSP                                | Corea del Sur                        |
| DJMax Portable Internacional Version | 27 de octubre de 2006    | PSP                                | Corea del Sur                        |
| DJMax Portable 2                     | 30 de marzo de 2007      | PSP                                | Corea del Sur                        |
| DJMax Portable Clazziquai Edition    | 20 de octubre de 2008    | PSP                                | Corea del Sur                        |
| DJMax Portable Black Square          | 24 de diciembre de 2008  | PSP                                | Corea del Sur & Japón                |
| DJMax Technika                       | 31 de diciembre de 2008  | Arcade                             | Internacional                        |
| DJMax Trilogy                        | 25 de diciembre de 2008  | Windows                            | Corea del Sur                        |
| DJ Max Fever                         | 27 de enero de 2009      | PSP                                | Norte America                        |
| DJMax Technika 2                     | 16 de junio de 2010      | Arcade                             | Internacional                        |
| DJMax Portable Hot Tunes             | 12 de junio de 2010      | PSP                                | Corea del Sur                        |
| DJMax Portable 3                     | 14 de octubre de 2010    | PSP                                | Corea del Sur, Norte america y Japón |
| DJMax Mobile (2005)                  | 15 de junio de 2005      | Dispositivos móviles               | Corea del Sur                        |
| DJMax Mobile (2009)                  | 24 de diciembre de 2009  | Dispositivos móviles               | Corea del Sur                        |
| Tap Sonic                            | 1 de julio de 2011       | iOS, Android                       | Corea del Sur y Japón                |
| DJMax Technika 3                     | 27 de octubre de 2011    | Arcade                             | Internacional                        |
| DJMax Technika Tune                  | 20 de septiembre de 2012 | PlayStation Vita                   | Internacional                        |
| DJMax Ray                            | 28 de septiembre de 2012 | iOS, Android                       | Internacional                        |
| DJMax Technika Q                     | 13 de octubre de 2013    | iOS, Android                       | Internacional                        |
| DJMax Respect                        | 28 de julio de 2017      | PlayStation 4                      | Internacional                        |
| DJMax Respect V                      | 12 de marzo de 2020      | Windows, Xbox One, Xbox Series X/S | Internacional                        |